# Hoher Dachstein
Hoher Dachstein je nejvyšší vrchol horského masivu Dachstein a zároveň druhá nejvyšší hora Severních vápencových Alp, jakož i nejvyšší hora Štýrska a Horních Rakous, protože přes vrchol probíhá hranice mezi těmito spolkovými zeměmi.

## Horolezectví
Vrcholu Dachsteinu poprvé dosáhl Peter Gappmayr v roce 1832, cestou přes Gossauský ledovec a západní hřeben. Nachází se zde množství různých horolezeckých i zajištěných cest. Populární je zajištěná cesta Dachstein Westgrat.
Zásadní výstupy v historii alpského horolezectví se odehrály na jižní stěně Dachsteinu:
- Pichlweg – Eduard Pichl, F. Gams a Franz Zimmer. 27. července 1901.[3]
- Steinerweg – Georg a Franz Steinerové, 22. září 1909.[4]

## Horské chaty
V masivu Dachsteinu nalezneme chaty soukromé nebo patřící spolku Alpenverein či Naturfreunde. Na severozápadním svahu Hoher Dachsteinu, asi 2,5 km od vrcholu, se pod Velkým Gosauským ledovcem nachází Adamekhütte, kolem které vede klasická cesta od Vorderer Gosausee na vrchol.

## Okolní hory
Masiv Dachsteinu se rozděluje na několik samostatných skupin. Mimo samotného vrcholu Dachsteinu to je na severu ležící samostatný vrchol Hoher Sarstein (1975 m n. m.). Na západě území leží skupina Gosaukamm s nejvyšším vrcholem Grosser Bischofmütze (2459 m n. m.). Východně od vrcholu Dachsteinu se nachází náhorní vyprahlá plošina zvaná Am Stein (1720 m n. m.). Poslední horskou skupinou ležící zcela na východě území je osamělý vrchol Grimming (2351 m n. m.).

## Galerie

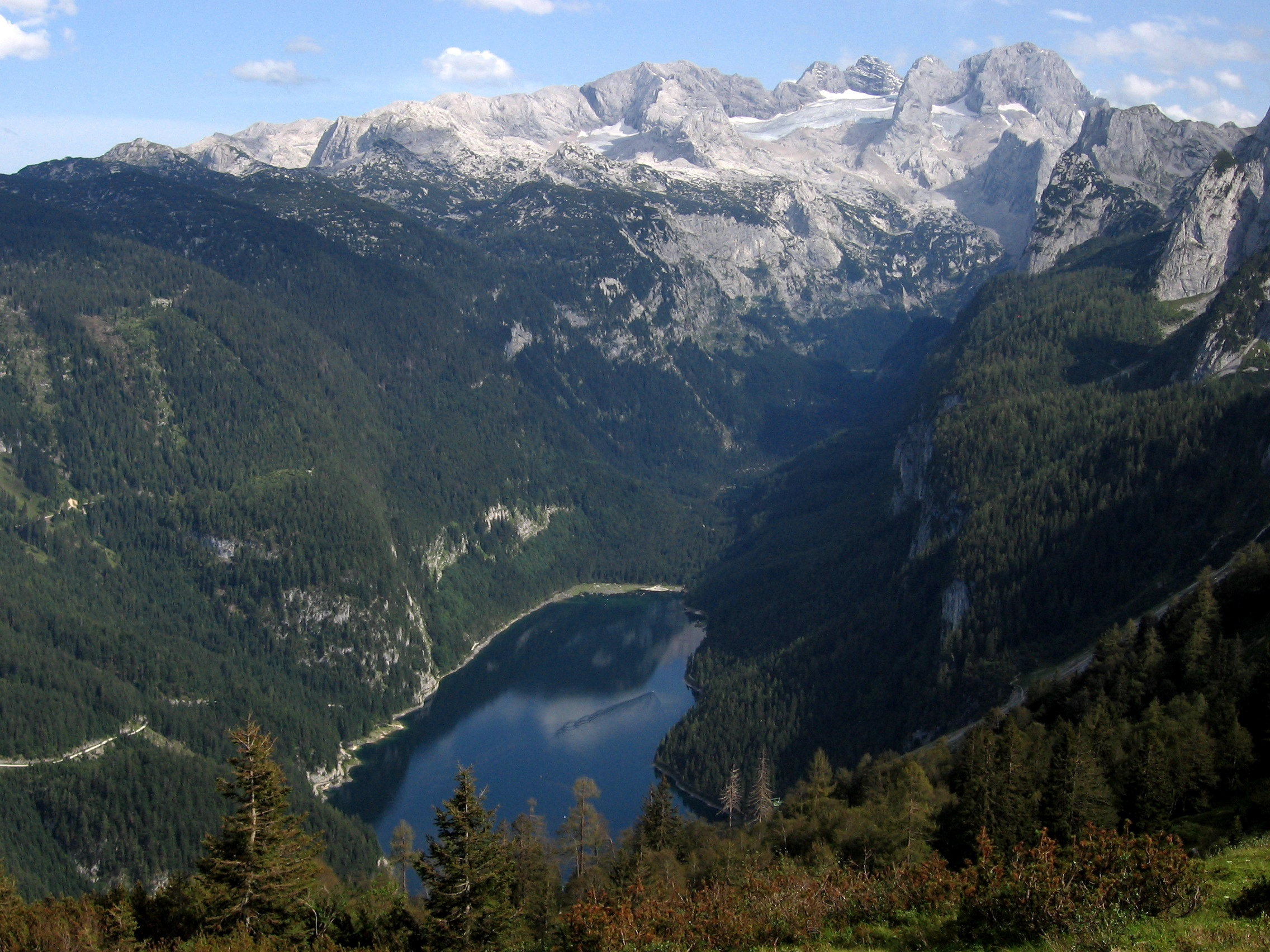
Gosausee a Dachstein
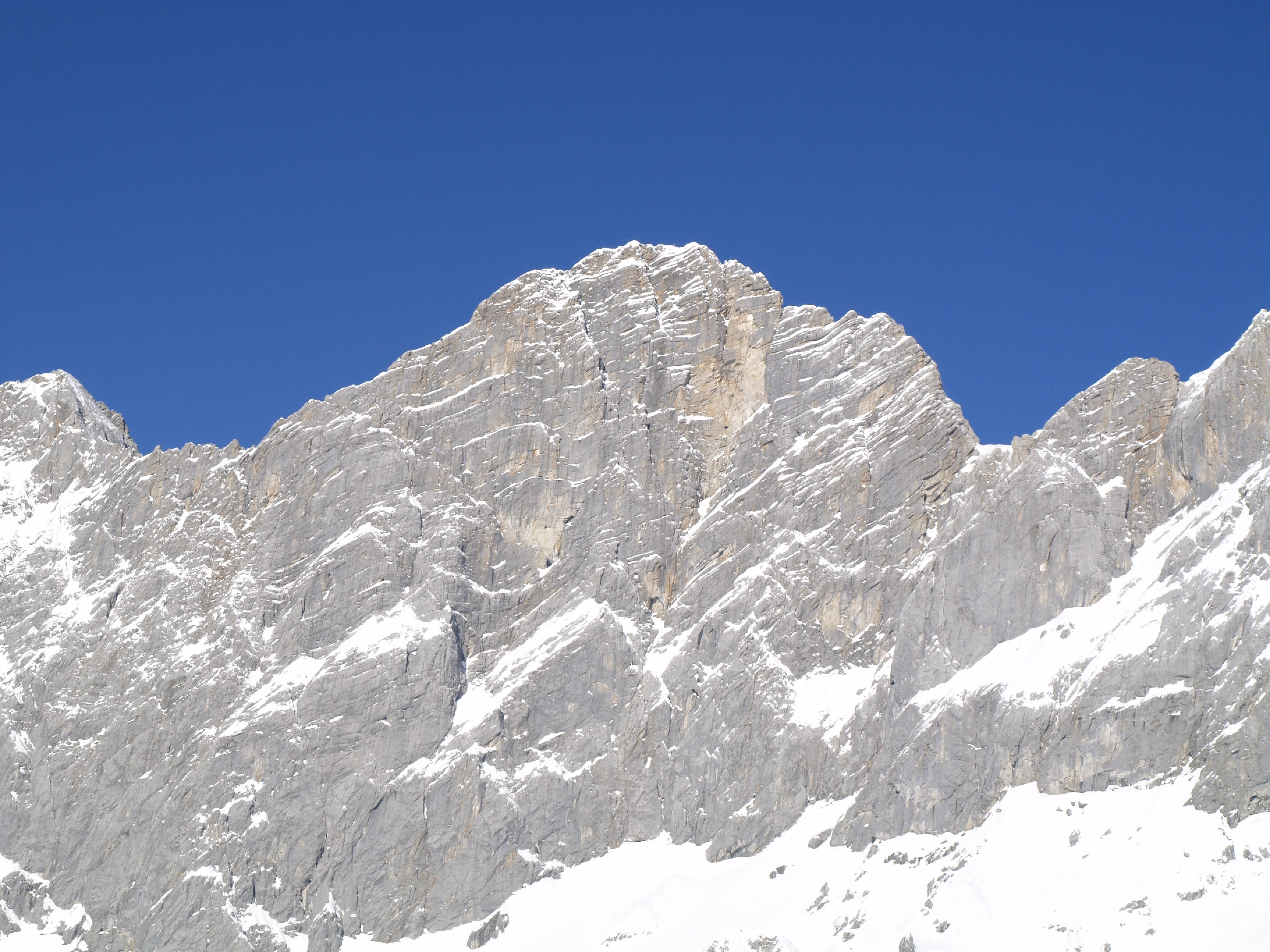
Od dolní stanice lanovky
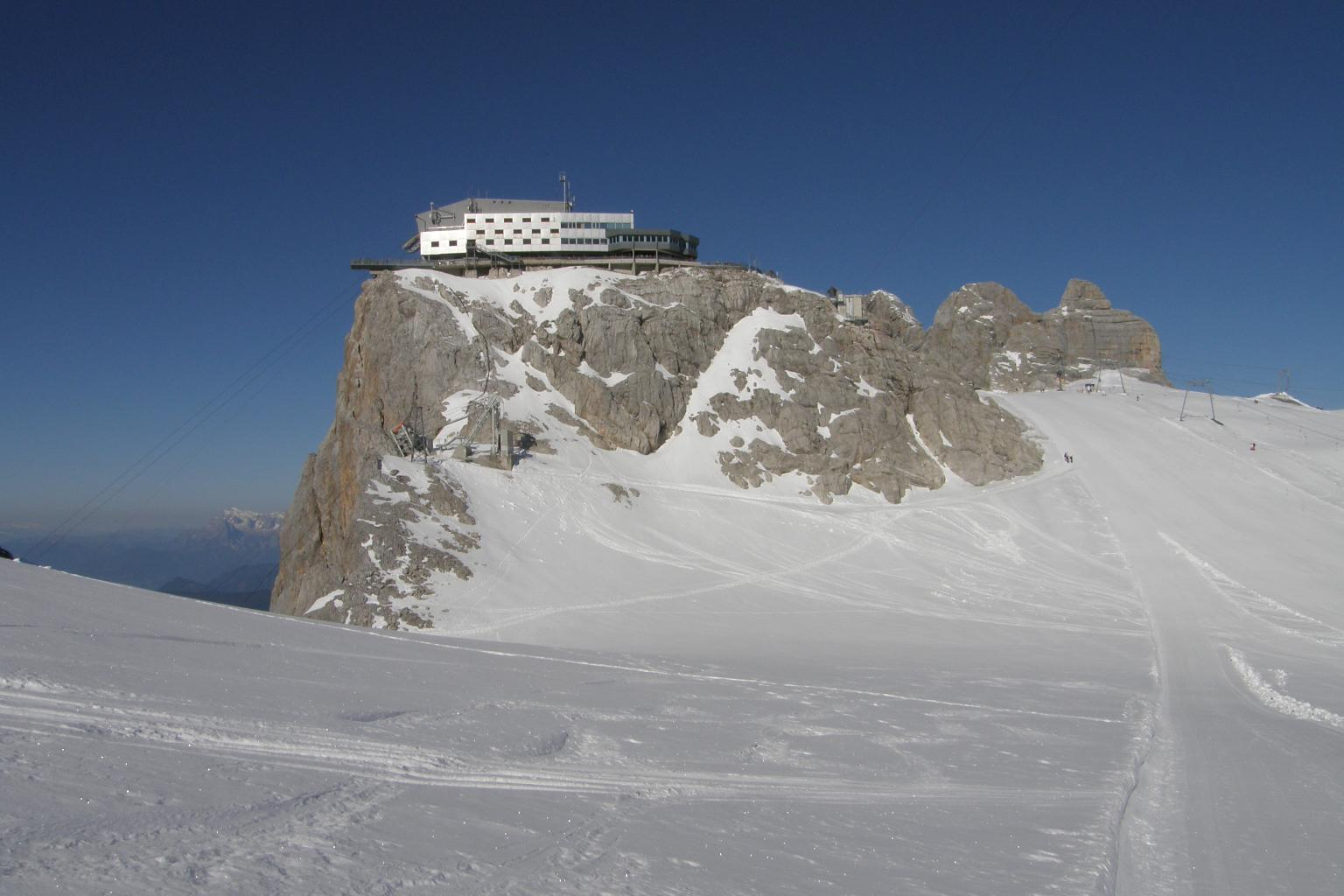
Horní stanice lanovky
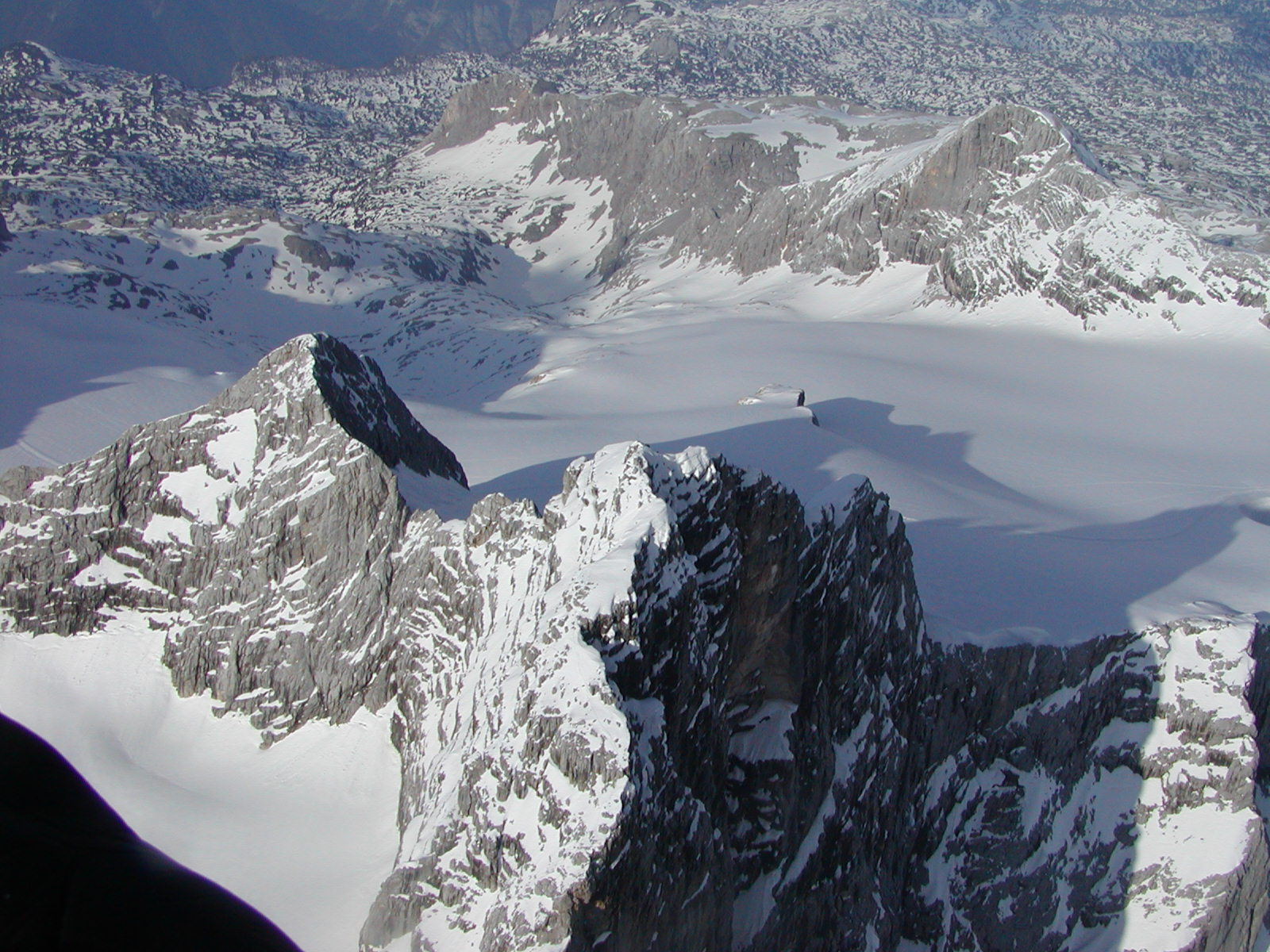
Letecký snímek z 3600 m